# Hansen (Idaho)
Hansen – miasto w Stanach Zjednoczonych, w stanie Idaho, w hrabstwie Twin Falls.